# Eerste Tielsche Autobus- en Touringcar Onderneming
De NV Eerste Tielse Autobus- en Touringcar Onderneming (ETAO) is een voormalige autobus- en touringcaronderneming, gevestigd in Tiel. 

## Geschiedenis
In 1923 begon Martien Verhoeks met het rijden van marktbussen van en naar de Bommelerwaard. In 1935 nam hij de verbinding Tiel - Buren - Culemborg over van de ATO. De jaren daarop breidde Verhoeks het aantal verbindingen uit. Na de opening van de Rijnbrug bij Rhenen in 1955 reed de ETAO ook naar Rhenen.
In 1963 verkocht Verhoeks de aandelen aan de Nederlandse Buurtvervoer Maatschappij (NBM) te Zeist, een dochteronderneming van de Nederlandse Spoorwegen. Hiertoe was de firma Verhoeks eerder dat jaar omgezet in een naamloze vennootschap, waarbij de al jarenlang gebruikte naam ETAO de officiële werd. De bedrijfsvoering werd samengevoegd met die van de NV Autobusdienstonderneming Velox te Andelst, de huisstijl en het logo werden aangepast aan die van NBM en Velox.
In 1966 ging de ETAO met de Velox en de Autobusonderneming J.H. van Ballegooijen te Haaften op in de Betuwse Streekvervoer Maatschappij (BSM), ook gevestigd in Tiel, waarover de vroegere ETAO-directeur Verhoeks de dagelijkse leiding kreeg onder supervisie van de NBM-directie.

## Lijnennet (1963)
1. Rhenen - Kesteren - Ommeren - Tiel - Geldermalsen
2. Culemborg - Zoelmond - Buren - Erichem - Tiel
3. Zoelmond - Ravenswaay - Maurik - Eck en Wiel
4. Culemborg - Beesd - Enspijk - Geldermalsen
5. Geldermalsen - Buren - Zoelen -  Tiel
6. Marktdienst Geldermalsen - Meteren - Est - Wadenoijen - Tiel
7. Marktdienst Lienden - Tiel - Geldermalsen - Waardenburg - 's-Hertogenbosch

## Museumbus
De Stichting Veteraan Autobussen heeft voor onbepaalde tijd een ETAO-busje uit 1938, van het merk Citroën met carrosserie Van Leersum, in bruikleen van de familie Verhoeks. Dit busje, met A-status in het Nationaal Register Mobiel Erfgoed, wordt gerestaureerd.